# Kabinett Rangell
Das Kabinett Rangell war das 25. Kabinett in der Geschichte Finnlands. Es amtierte vom 27. März 1940 bis zum 5. März 1943. Das Kabinett bestand aus den Parteien Sozialdemokratische Partei Finnlands (SDP), Landbund (ML), Schwedische Volkspartei (RKP), Nationale Fortschrittspartei (ED), Nationale Sammlungspartei (KOK) und Vaterländische Volksbewegung (IKL).

## Minister
| Ressort                                                      | Name                  | Partei     | Amtszeitbeginn    | Amtszeitende   |
| ------------------------------------------------------------ | --------------------- | ---------- | ----------------- | -------------- |
| Ministerpräsident                                            | Johan Wilhelm Rangell | ED         | 4. Januar 1941    | 5. März 1943   |
| Äußeres                                                      | Rolf Witting          | RKP        | 4. Januar 1941    | 5. März 1943   |
| Minister im Außenministerium                                 | Henrik Ramsay         | RKP        | 4. Januar 1941    | 5. März 1943   |
| Justiz                                                       | Oskari Lehtonen       | KOK        | 4. Januar 1941    | 5. März 1943   |
| Inneres                                                      | Ernst von Born        | RKP        | 4. Januar 1941    | 13. Mai 1941   |
| Inneres                                                      | Toivo Horelli         | KOK        | 13. Mai 1941      | 5. März 1943   |
| Verteidigung                                                 | Karl Rudolf Walden    | unabhängig | 4. Januar 1941    | 5. März 1943   |
| Finanzen                                                     | Mauno Pekkala         | SDP        | 4. Januar 1941    | 22. Mai 1942   |
| Finanzen                                                     | Väinö Tanner          | SDP        | 22. Mai 1942      | 5. März 1943   |
| Minister im Finanzministerium                                | Juho Koivisto         | ML         | 4. Januar 1941    | 5. März 1943   |
| Bildung                                                      | Antti Kukkonen        | ML         | 4. Januar 1941    | 5. März 1943   |
| Landwirtschaft                                               | Viljami Kalliokoski   | ML         | 4. Januar 1941    | 5. März 1943   |
| Minister im Landwirtschaftsministerium                       | Toivo Ikonen          | ML         | 4. Januar 1941    | 5. März 1943   |
| Verkehr und öffentliche Arbeiten                             | Väinö Salovaara       | SDP        | 4. Januar 1941    | 5. März 1943   |
| Minister im Ministerium für Verkehr und öffentliche Arbeiten | Vilho Annala          | IKL        | 4. Januar 1941    | 5. März 1943   |
| Handel und Industrie                                         | Toivo Salmio          | SDP        | 4. Januar 1941    | 3. Juli 1941   |
| Handel und Industrie                                         | Väinö Tanner          | SDP        | 3. Juli 1941      | 22. Mai 1942   |
| Handel und Industrie                                         | Uuno Takki            | SDP        | 22. Mai 1942      | 5. März 1943   |
| Soziales                                                     | Karl-August Fagerholm | SDP        | 4. Januar 1941    | 5. März 1943   |
| Versorgung                                                   | Väinö Kotilainen      | unabhängig | 4. Januar 1941    | 16. April 1941 |
| Versorgung                                                   | Atte Arola            | unabhängig | 16. April 1941    | 3. Juli 1942   |
| Versorgung                                                   | Henrik Ramsay         | RKP        | 3. Juli 1942      | 5. März 1943   |
| Minister im Versorgungsministerium                           | Henrik Ramsay         | RKP        | 4. Januar 1941    | 3. Juli 1942   |
| Minister im Versorgungsministerium                           | Siivo Kantala         | ML         | 3. Juli 1942      | 5. März 1943   |
| Minister im Versorgungsministerium                           | Toivo Ikonen          | ML         | 13. November 1942 | 5. März 1943   |